# Karel Smetana (1930)
Karel Smetana (* 28. října 1930 Praha) je český lékař, specializující se v oboru histologie, konkrétně pak v cytologii.

## Profesní kariéra
- 1955 – Lékařská fakulta hygienická UK, obor lékařství – MUDr.
- 1962 – Fakulta všeobecného lékařství UK – CSc.
- 1968 – Karlova univerzita Praha – DrSc.
- 1970 – Baylor College of Medicine, Houston – Prof.
- 1986 – atestace interního lékařství IPVZ
- 1955 – 1961 Histologický ústav Lék. Fakulty UK – odb. asistent
- 1962 – 1984 Laboratoř pro výzkum ultrastruktury buněk a tkáně ČSAV, ved. odd. cytologie a krevní morfologie
- 1962 – 2002 associate prof., prof., adjunkt prof. Baylor College of Medicíně
- 1987 – 2003 vedoucí Subkatedry hematologie a transfuzního lékařství IPVZ
- 1993 – 2008 předseda Oborové rady Biologie a patologie buňky při UK
- 1984 – dosud Ústav hematologie a krevní transfúze, ředitel, vedoucí labor. cytol., věd. pracovník
- 2000 – 2013 přednášel pokročilou hematologii na Jihočeské univerzitě, dříve na Biologické fakultě, pak na Zdravotně sociální fakultě.
- 2003 – dosud přednáší v rámci Ústavu pro doškolování lékařů a pracovníků ve zdravotnictví

## Zaměření, publikační činnost, členství
Věnuje se struktuře a funkci jadérka. Vědeckou činnost uskutečňoval také v BMC Houston. Je autorem a spoluautorem více než 300 vědeckých článků, 6 monografických kapitol ve vědeckých monografiích v mezinárodních edicích, 6 kapitol v učebnicích biomedicíny. Spolu s profesorem H. Bushem napsal monografii The Nucleolus.
- 1962–1996 více než 3000 citací
- 1998–2007 více než 150 citací

Byl či je členem redakčních rad časopisů Folia haematol., Hematol. Rev. Commun., Int. J. Tissue Res. a Hematology, J. Appl. Biomed. Byl předsedou řady vědeckých konferencí. Je nositelem četných domácích i zahraničních ocenění. Byl oblíbeným a zvaným řečníkem na konferencích věnovaných buněčné biologii a hematologii.

## Soukromý život
Jeho syn profesor MUDr. Karel Smetana ml., DrSc., je přednostou Anatomického ústavu 1. lékařské fakulty Univerzity Karlovy a laureátem Národní ceny Česká hlava za rok 2002.